# 塔納河 (挪威)
塔納河，又按芬兰语名译为泰诺河（芬蘭語：Teno/Tenojoki），是北歐的河流，流經挪威芬馬克郡和芬蘭拉普蘭區，最終注入塔納峽灣，河道全長361公里，流域面積16,377平方公里，平均流量每秒197立方米。

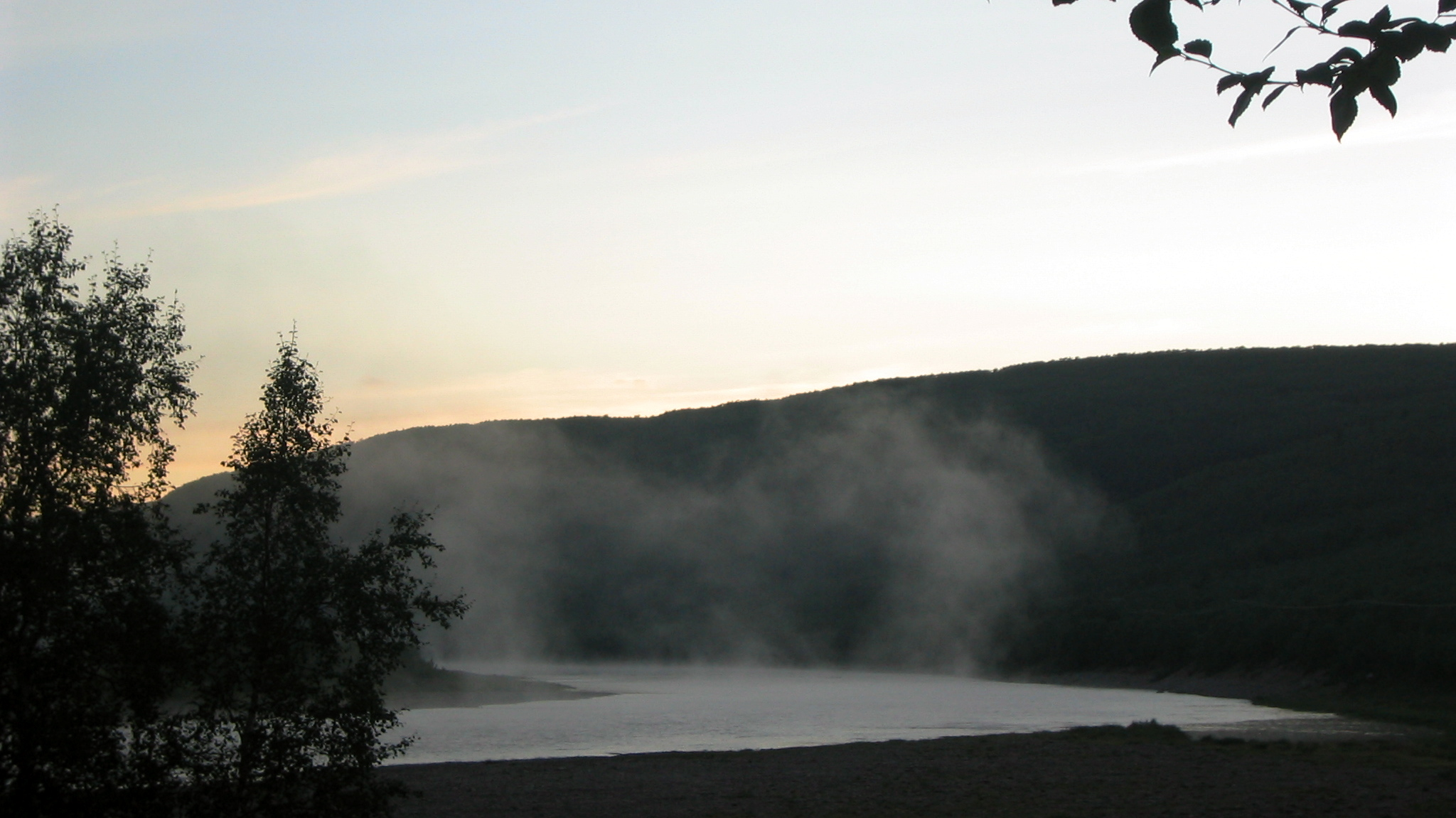
塔納河夏季的雾水
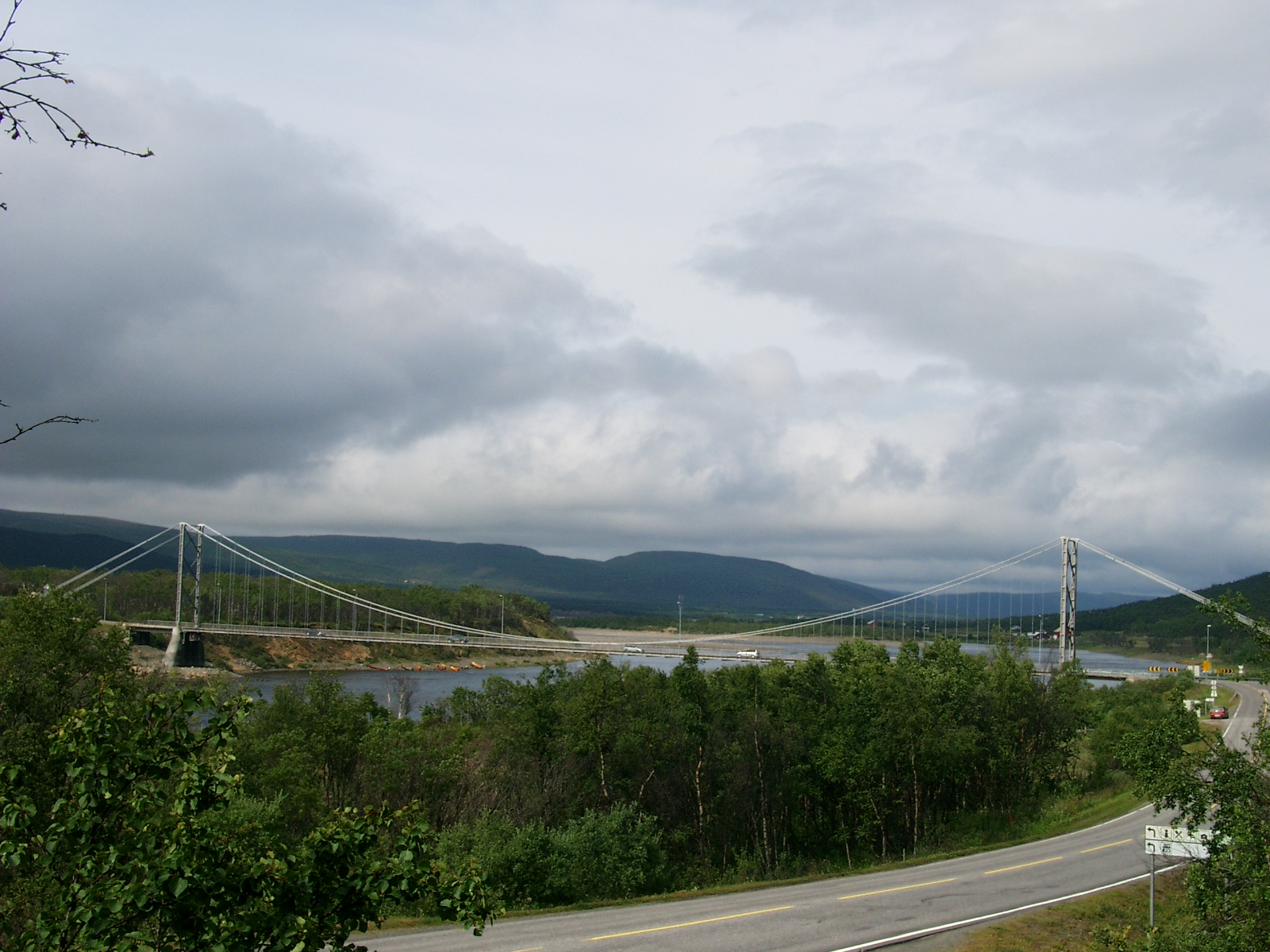
跨过塔納河的塔纳大桥

## 外部連結
- LuossaLaksSalmon （页面存档备份，存于）